# Acide indole 3-acétique
Pour les articles homonymes, voir AIA et IAA.
L'acide β indolacétique ou AIA (en anglais, indole-3-acetic acid ou IAA)  (C10H9NO2) fait partie de la famille des auxines ; il s'agit d'une auxine relativement faible, tout comme l'AIB (acide β indolbutyrique).
C'est un régulateur de croissance souvent utilisé en culture in vitro, et plus particulièrement dans certaines recherches à caractère physiologique car il présente l'avantage d'être une substance naturelle. C'est pour cette même raison qu'il est sensible aux systèmes enzymatiques de dégradation de l'auxine ; de plus, ses solutions manquent de stabilité et s'oxydent à la lumière.

## Histoire
En 1934, Fritz Kögl identifie l’auxine à l’acide ß indolacétique (isolé initialement à partir d’urine humaine) puis la caractérisation de cette structure dans les tissus végétaux (Zea mays) est réalisée par Haagen – Smith en 1942.